# Shire of Brookton
Shire of Brookton is een Local Government Area (LGA) in Australië in de staat West-Australië. In 2021 telde Shire of Brookton 929 inwoners. De hoofdplaats is Brookton.

## Geschiedenis
Brookton Road District werd op 27 april 1906 opgericht. Naar aanleiding van de Local Government Act van 1960 veranderde de naam op 23 juli 1961 in Shire of Brookton.

## Beschrijving
Shire of Brookton is een landbouwdistrict in de regio Wheatbelt in West-Australië. Het is ongeveer 1.600 km² groot en ligt 138 kilometer van de West-Australische hoofdstad Perth.

## Plaatsen, dorpen en lokaliteiten
- Aldersyde
- Brookton
- Jelcobine
- Kweda
- Nalya

## Bevolkingsaantal
| Jaar | Bevolkingsaantal |
| ---- | ---------------- |
| 1911 | 1.268            |
| 1921 | 1.149            |
| 1933 | 1,188            |
| 1947 | 934              |
| 1954 | 1.376            |
| 1961 | 1.319            |
| 1966 | 1.341            |
| 1971 | 1.272            |
| 1976 | 1.181            |
| 1981 | 1.214            |
| 1986 | 1.093            |
| 1991 | 1.018            |
| 1996 | 908              |
| 2001 | 957              |
| 2006 | 978              |
| 2011 | 934              |
| 2016 | 975              |
| 2021 | 929              |